# Friedrich Ludwig Klapp
Friedrich Ludwig Klapp (* 17. Februar 1728 in Mengeringhausen; † 11. Juni 1807 in Pyrmont) war ein deutscher Amtmann, Regierungsrat und Domänenpächter.

## Leben
Friedrich Ludwig Klapp heiratete Louise Caroline (genannt Luiscar) von Wilmowsky (* 18. September 1747 in Korbach; † 31. Juli 1801 in Pyrmont), Tochter des fürstlich waldeckischen Oberstleutnants Philibert Zachäus von Wilmowsky (* 3. Juni 1707 in Crossen; † 8. Januar 1766 in Korbach). Aus der Ehe ging der Sohn Wilhelm Klapp (1782–1838) hervor, der Arzt und waldeckischer Landstand wurde.
Friedrich Ludwig Klapp war von 1754 bis 1760 Amtmann im Amt Landau und dann von 1761 bis 1768 Amtmann im Amt Eilhausen. In dieser Zeit war er Mitpächter des Kammerguts Eilhausen. Er betrieb dort gemeinsam mit seinem Mitpächter Johann Franz Schreiber die erste waldeckische Branntweinbrennerei. Von 1769 bis 1777 war er Rat und Amtmann im Amt Rhoden (1755 wird er als Kammerrat bezeichnet). Im Jahr 1777 wechselte er als Regierungsrat nach Pymont. Die Grafschaft Pyrmont war mit dem Fürstentum Waldeck in Personalunion verbunden.